# Copa Federación de Santa Fe 2010-11
La Copa Federación 2010-11 fue la quinta edición de esa competición oficial, organizada por la Federación Santafesina de Fútbol, en la que participan equipos representantes de las 19 ligas afiliadas a dicha federación.
Consagró campeón al Unión Fútbol Club de Totoras, club afiliado a la Liga Regional Totorense de Fútbol, que logró de esta manera su primer título.

## Sistema de disputa
Los 20 equipos participantes se dividieron en cinco grupos de cuatro equipos cada uno. Dentro de cada grupo se enfrentaron dos veces entre sí, por el sistema de todos contra todos. Según el resultado de cada partido se otorgaron tres puntos al ganador, un punto a cada equipo en caso de empate y ninguno al perdedor. 
Pasaron a la siguiente ronda el equipo mejor clasificado de cada grupo y los tres mejores segundos. En la fase final, los ocho equipos clasificados disputaron una serie de eliminatorias (compuestas por cuartos de final, semifinales y final) hasta consagrar al campeón. Si la serie finalizó empatada en el global, se definió por penales.
|                             |                             | Equipos que entran en esta fase       | Equipos que provienen de la fase anterior                                                                               |
| --------------------------- | --------------------------- | ------------------------------------- | --- |
| Fase de grupos (20 equipos) | Fase de grupos (20 equipos) | - 20 equipos de las ligas regionales. | |
| Fase final (8 equipos)      | Fase final (8 equipos)      |                                       | - 5 equipos clasificados primeros de la fase de grupos. - 3 mejores equipos clasificados segundos de la fase de grupos. |

## Equipos participantes
| Liga                                             | Equipo                                               | Ciudad                                                 | Departamento                 |
| ------------------------------------------------ | ---------------------------------------------------- | ------------------------------------------------------ | ---------------------------- |
| Asociación Rosarina de Fútbol Sin equipos        |                                                      |                                                        |                              |
| Liga Cañadense de Fútbol 1 equipo                | América                                              | Cañada de Gómez                                        | Iriondo                      |
| Liga Casildense de Fútbol 1 equipo               | Racing                                               | Villada                                                | Caseros                      |
| Liga de Fútbol Regional del Sud 1 equipo         | San Lorenzo                                          | Villa Constitución                                     | Constitución                 |
| Liga Departamental de Fútbol San Martín 1 equipo | Bartolomé Mitre                                      | Landeta                                                | San Martín                   |
| Liga Deportiva del Sur 1 equipo                  | Argentino                                            | Firmat                                                 | General López                |
| Liga Esperancina de Fútbol 1 equipo              | Juventud Unida                                       | Humboldt                                               | Las Colonias                 |
| Liga Galvense de Fútbol Sin equipos              |                                                      |                                                        |                              |
| Liga Interprovincial de Fútbol Sin equipos       |                                                      |                                                        |                              |
| Liga Ocampense de Fútbol 2 equipos               | Huracán Racing El Campesino                          | Villa Ocampo                                           | General Obligado             |
| Liga Rafaelina de Fútbol Sin equipos             |                                                      |                                                        |                              |
| Liga Reconquistense de Fútbol 1 equipo           | Tigre                                                | Avellaneda                                             | General Obligado             |
| Liga Regional Ceresina de Fútbol 3 equipos       | Unión Atlético Tostado Sportivo Villa Minetti        | San Guillermo Tostado Villa Minetti                    | San Cristóbal Nueve de Julio |
| Liga Regional Paivense de Fútbol Sin equipos     |                                                      |                                                        |                              |
| Liga Regional Sanlorencina de Fútbol 4 equipos   | Santa Catalina Polideportivo PGSM Club Combate Colón | Capitán Bermúdez Puerto General San Martín San Lorenzo | San Lorenzo                  |
| Liga Regional Totorense de Fútbol 1 equipo       | Unión                                                | Totoras                                                | Iriondo                      |
| Liga Santafesina de Fútbol 1 equipo              | Náutico El Quillá                                    | Santa Fe                                               | La Capital                   |
| Liga Venadense de Fútbol Sin equipos             |                                                      |                                                        |                              |
| Liga Verense de Fútbol 2 equipos                 | Belgrano Unión                                       | Gobernador Crespo                                      | San Justo                    |

## Fase de grupos

### Zona A
| Equipo                 | Pts. | PJ | PG | PE | PP | GF | GC | DG |
| ---------------------- | ---- | -- | -- | -- | -- | -- | -- | -- |
| Huracán (Villa Ocampo) | 12   | 6  | 3  | 3  | 0  | 8  | 4  | 4  |
| Atlético Tostado       | 11   | 6  | 3  | 2  | 1  | 10 | 5  | 5  |
| Tigre (Avellaneda)     | 4    | 6  | 1  | 1  | 4  | 5  | 8  | -3 |
| Racing El Campesino    | 4    | 6  | 0  | 4  | 2  | 4  | 10 | -6 |

| \| Fecha \| Lugar \| Local \| Resultado \| Visitante \| \| --------------- \| ------------ \| ---------------------- \| --------- \| ---------------------- \| \| 21 de noviembre \| Villa Ocampo \| Huracán (Villa Ocampo) \| 1:1 \| Racing El Campesino \| \| 21 de noviembre \| Tostado \| Atlético Tostado \| 1:0 \| Tigre (Avellaneda) \| \| 28 de noviembre \| Avellaneda \| Tigre (Avellaneda) \| 0:1 \| Huracán (Villa Ocampo) \| \| 28 de noviembre \| Villa Ocampo \| Racing El Campesino \| 2:2 \| Atlético Tostado \| \| 5 de diciembre \| Tostado \| Atlético Tostado \| 0:0 \| Huracán (Villa Ocampo) \| \| 5 de diciembre \| Villa Ocampo \| Racing El Campesino \| 0:0 \| Tigre (Avellaneda) \| \| 7 de diciembre \| Villa Ocampo \| Racing El Campesino \| 1:1 \| Huracán (Villa Ocampo) \| \| 9 de diciembre \| Avellaneda \| Tigre (Avellaneda) \| 0:4 \| Atlético Tostado \| \| 15 de diciembre \| Villa Ocampo \| Huracán (Villa Ocampo) \| 2:0 \| Tigre (Avellaneda) \| \| 12 de diciembre \| Tostado \| Atlético Tostado \| 1:0 \| Racing El Campesino \| \| 19 de diciembre \| Villa Ocampo \| Huracán (Villa Ocampo) \| 3:2 \| Atlético Tostado \| \| 19 de diciembre \| Avellaneda \| Tigre (Avellaneda) \| 5:0 \| Racing El Campesino \| |              |                        |           |                        |
| Fecha | Lugar        | Local                  | Resultado | Visitante              |
| 21 de noviembre | Villa Ocampo | Huracán (Villa Ocampo) | 1:1       | Racing El Campesino    |
| 21 de noviembre | Tostado      | Atlético Tostado       | 1:0       | Tigre (Avellaneda)     |
| 28 de noviembre | Avellaneda   | Tigre (Avellaneda)     | 0:1       | Huracán (Villa Ocampo) |
| 28 de noviembre | Villa Ocampo | Racing El Campesino    | 2:2       | Atlético Tostado       |
| 5 de diciembre | Tostado      | Atlético Tostado       | 0:0       | Huracán (Villa Ocampo) |
| 5 de diciembre | Villa Ocampo | Racing El Campesino    | 0:0       | Tigre (Avellaneda)     |
| 7 de diciembre | Villa Ocampo | Racing El Campesino    | 1:1       | Huracán (Villa Ocampo) |
| 9 de diciembre | Avellaneda   | Tigre (Avellaneda)     | 0:4       | Atlético Tostado       |
| 15 de diciembre | Villa Ocampo | Huracán (Villa Ocampo) | 2:0       | Tigre (Avellaneda)     |
| 12 de diciembre | Tostado      | Atlético Tostado       | 1:0       | Racing El Campesino    |
| 19 de diciembre | Villa Ocampo | Huracán (Villa Ocampo) | 3:2       | Atlético Tostado       |
| 19 de diciembre | Avellaneda   | Tigre (Avellaneda)     | 5:0       | Racing El Campesino    |

### Zona B
| Equipo                       | Pts. | PJ | PG | PE | PP | GF | GC | DG |
| ---------------------------- | ---- | -- | -- | -- | -- | -- | -- | -- |
| Sportivo Villa Minetti       | 15   | 6  | 5  | 0  | 1  | 15 | 5  | 10 |
| Unión (Gobernador Crespo)    | 8    | 6  | 2  | 2  | 2  | 7  | 8  | -1 |
| Unión (San Guillermo)        | 7    | 6  | 2  | 1  | 3  | 7  | 9  | -2 |
| Belgrano (Gobernador Crespo) | 4    | 6  | 1  | 1  | 4  | 6  | 13 | -7 |

| \| Fecha \| Lugar \| Local \| Resultado \| Visitante \| \| -------------------- \| ------------- \| ----------------------- \| --------- \| ----------------------- \| \| 21 de noviembre \| Gdor. Crespo \| Unión (Gdor. Crespo) \| 2:1 \| Belgrano (Gdor. Crespo) \| \| 21 de noviembre \| San Guillermo \| Unión (SG) \| 1:2 \| Sportivo Villa Minetti \| \| 28 de noviembre \| Villa Minetti \| Sportivo Villa Minetti \| 2:0 \| Unión (Gdor. Crespo) \| \| 12 de diciembre[n 1] \| Gdor. Crespo \| Belgrano (Gdor. Crespo) \| 1:0 \| Unión (SG) \| \| 5 de diciembre \| San Guillermo \| Unión (SG) \| 2:1 \| Unión (Gdor. Crespo) \| \| 5 de diciembre \| Gdor. Crespo \| Belgrano (Gdor. Crespo) \| 1:3 \| Sportivo Villa Minetti \| \| 8 de diciembre \| Gdor. Crespo \| Belgrano (Gdor. Crespo) \| 1:1 \| Unión (Gdor. Crespo) \| \| 8 de diciembre \| Villa Minetti \| Sportivo Villa Minetti \| 3:0 \| Unión (SG) \| \| 12 de diciembre \| Gdor. Crespo \| Unión (Gdor. Crespo) \| 2:1 \| Sportivo Villa Minetti \| \| 15 de diciembre[n 1] \| San Guillermo \| Unión (SG) \| 3:1 \| Belgrano (Gdor. Crespo) \| \| 19 de diciembre \| Gdor. Crespo \| Unión (Gdor. Crespo) \| 1:1 \| Unión (SG) \| \| 19 de diciembre \| Villa Minetti \| Sportivo Villa Minetti \| 4:1 \| Belgrano (Gdor. Crespo) \| |               |                         |           |                         |
| Fecha | Lugar         | Local                   | Resultado | Visitante               |
| 21 de noviembre | Gdor. Crespo  | Unión (Gdor. Crespo)    | 2:1       | Belgrano (Gdor. Crespo) |
| 21 de noviembre | San Guillermo | Unión (SG)              | 1:2       | Sportivo Villa Minetti  |
| 28 de noviembre | Villa Minetti | Sportivo Villa Minetti  | 2:0       | Unión (Gdor. Crespo)    |
| 12 de diciembre | Gdor. Crespo  | Belgrano (Gdor. Crespo) | 1:0       | Unión (SG)              |
| 5 de diciembre | San Guillermo | Unión (SG)              | 2:1       | Unión (Gdor. Crespo)    |
| 5 de diciembre | Gdor. Crespo  | Belgrano (Gdor. Crespo) | 1:3       | Sportivo Villa Minetti  |
| 8 de diciembre | Gdor. Crespo  | Belgrano (Gdor. Crespo) | 1:1       | Unión (Gdor. Crespo)    |
| 8 de diciembre | Villa Minetti | Sportivo Villa Minetti  | 3:0       | Unión (SG)              |
| 12 de diciembre | Gdor. Crespo  | Unión (Gdor. Crespo)    | 2:1       | Sportivo Villa Minetti  |
| 15 de diciembre | San Guillermo | Unión (SG)              | 3:1       | Belgrano (Gdor. Crespo) |
| 19 de diciembre | Gdor. Crespo  | Unión (Gdor. Crespo)    | 1:1       | Unión (SG)              |
| 19 de diciembre | Villa Minetti | Sportivo Villa Minetti  | 4:1       | Belgrano (Gdor. Crespo) |

### Zona C
| Equipo              | Pts. | PJ | PG | PE | PP | GF | GC | DG  |
| ------------------- | ---- | -- | -- | -- | -- | -- | -- | --- |
| Colón (San Lorenzo) | 12   | 6  | 3  | 3  | 0  | 12 | 5  | 7   |
| Polideportivo PGSM  | 9    | 6  | 2  | 3  | 1  | 8  | 4  | 4   |
| Náutico El Quillá   | 7    | 6  | 2  | 1  | 3  | 11 | 9  | 2   |
| Juventud Unida (H)  | 4    | 6  | 1  | 1  | 4  | 3  | 16 | -13 |

| \| Fecha \| Lugar \| Local \| Resultado \| Visitante \| \| -------------------- \| ----------- \| ------------------- \| --------- \| ------------------- \| \| 19 de noviembre \| Humboldt \| Juventud Unida (H) \| 0:4 \| Náutico El Quillá \| \| 21 de noviembre \| Puerto GSM \| Polideportivo PGSM \| 1:1 \| Colón (San Lorenzo) \| \| 28 de noviembre \| Humboldt \| Juventud Unida (H) \| 2:1 \| Polideportivo PGSM \| \| 28 de noviembre \| San Lorenzo \| Colón (San Lorenzo) \| 3:0 \| Náutico El Quillá \| \| 5 de diciembre \| Humboldt \| Juventud Unida (H) \| 0:0 \| Colón (San Lorenzo) \| \| 5 de diciembre \| Puerto GSM \| Polideportivo PGSM \| 1:0 \| Náutico El Quillá \| \| 8 de diciembre \| Santa Fe \| Náutico El Quillá \| 3:0 \| Juventud Unida (H) \| \| 8 de diciembre \| San Lorenzo \| Colón (San Lorenzo) \| 0:0 \| Polideportivo PGSM \| \| 12 de diciembre \| Puerto GSM \| Polideportivo PGSM \| 4:0 \| Juventud Unida (H) \| \| 12 de diciembre \| Santa Fe \| Náutico El Quillá \| 3:4 \| Colón (San Lorenzo) \| \| 23 de diciembre[n 2] \| San Lorenzo \| Colón (San Lorenzo) \| 4:1 \| Juventud Unida (H) \| \| 23 de diciembre[n 2] \| Santa Fe \| Náutico El Quillá \| 1:1 \| Polideportivo PGSM \| |             |                     |           |                     |
| Fecha | Lugar       | Local               | Resultado | Visitante           |
| 19 de noviembre | Humboldt    | Juventud Unida (H)  | 0:4       | Náutico El Quillá   |
| 21 de noviembre | Puerto GSM  | Polideportivo PGSM  | 1:1       | Colón (San Lorenzo) |
| 28 de noviembre | Humboldt    | Juventud Unida (H)  | 2:1       | Polideportivo PGSM  |
| 28 de noviembre | San Lorenzo | Colón (San Lorenzo) | 3:0       | Náutico El Quillá   |
| 5 de diciembre | Humboldt    | Juventud Unida (H)  | 0:0       | Colón (San Lorenzo) |
| 5 de diciembre | Puerto GSM  | Polideportivo PGSM  | 1:0       | Náutico El Quillá   |
| 8 de diciembre | Santa Fe    | Náutico El Quillá   | 3:0       | Juventud Unida (H)  |
| 8 de diciembre | San Lorenzo | Colón (San Lorenzo) | 0:0       | Polideportivo PGSM  |
| 12 de diciembre | Puerto GSM  | Polideportivo PGSM  | 4:0       | Juventud Unida (H)  |
| 12 de diciembre | Santa Fe    | Náutico El Quillá   | 3:4       | Colón (San Lorenzo) |
| 23 de diciembre | San Lorenzo | Colón (San Lorenzo) | 4:1       | Juventud Unida (H)  |
| 23 de diciembre | Santa Fe    | Náutico El Quillá   | 1:1       | Polideportivo PGSM  |

### Zona D
| Equipo                     | Pts. | PJ | PG | PE | PP | GF | GC | DG  |
| -------------------------- | ---- | -- | -- | -- | -- | -- | -- | --- |
| América (Cañada de Gómez)  | 15   | 6  | 5  | 0  | 1  | 18 | 7  | 11  |
| Unión (Totoras)            | 15   | 6  | 5  | 0  | 1  | 12 | 4  | 8   |
| Bartolomé Mitre (Landeta)  | 6    | 6  | 2  | 0  | 4  | 10 | 12 | -2  |
| Club Combate (San Lorenzo) | 0    | 6  | 2  | 0  | 4  | 5  | 22 | -17 |

| \| Fecha \| Lugar \| Local \| Resultado \| Visitante \| \| --------------- \| ------------ \| ---------------------- \| --------- \| ---------------------- \| \| 21 de noviembre \| Cañada de G. \| América (Cañada de G.) \| 3:0 \| Bartolomé Mitre (L) \| \| 17 de noviembre \| Totoras \| Unión (Totoras) \| 4:0 \| Club Combate (SL) \| \| 25 de noviembre \| Totoras \| Unión (Totoras) \| 2:1 \| América (Cañada de G.) \| \| 28 de noviembre \| Landeta \| Bartolomé Mitre (L) \| 3:0 \| Club Combate (SL) \| \| 5 de diciembre \| San Lorenzo \| Club Combate (SL) \| 1:5 \| América (Cañada de G.) \| \| 5 de diciembre \| Landeta \| Bartolomé Mitre (L) \| 1:3 \| Unión (Totoras) \| \| 8 de diciembre \| Landeta \| Bartolomé Mitre (L) \| 1:3 \| América (Cañada de G.) \| \| 8 de diciembre \| San Lorenzo \| Club Combate (SL) \| 0:1 \| Unión (Totoras) \| \| 12 de diciembre \| Cañada de G. \| América (Cañada de G.) \| 2:1 \| Unión (Totoras) \| \| 12 de diciembre \| San Lorenzo \| Club Combate (SL) \| 2:5 \| Bartolomé Mitre (L) \| \| 17 de diciembre \| Cañada de G. \| América (Cañada de G.) \| 4:2 \| Club Combate (SL) \| \| 17 de diciembre \| Totoras \| Unión (Totoras) \| 1:0 \| Bartolomé Mitre (L) \| |              |                        |           |                        |
| Fecha | Lugar        | Local                  | Resultado | Visitante              |
| 21 de noviembre | Cañada de G. | América (Cañada de G.) | 3:0       | Bartolomé Mitre (L)    |
| 17 de noviembre | Totoras      | Unión (Totoras)        | 4:0       | Club Combate (SL)      |
| 25 de noviembre | Totoras      | Unión (Totoras)        | 2:1       | América (Cañada de G.) |
| 28 de noviembre | Landeta      | Bartolomé Mitre (L)    | 3:0       | Club Combate (SL)      |
| 5 de diciembre | San Lorenzo  | Club Combate (SL)      | 1:5       | América (Cañada de G.) |
| 5 de diciembre | Landeta      | Bartolomé Mitre (L)    | 1:3       | Unión (Totoras)        |
| 8 de diciembre | Landeta      | Bartolomé Mitre (L)    | 1:3       | América (Cañada de G.) |
| 8 de diciembre | San Lorenzo  | Club Combate (SL)      | 0:1       | Unión (Totoras)        |
| 12 de diciembre | Cañada de G. | América (Cañada de G.) | 2:1       | Unión (Totoras)        |
| 12 de diciembre | San Lorenzo  | Club Combate (SL)      | 2:5       | Bartolomé Mitre (L)    |
| 17 de diciembre | Cañada de G. | América (Cañada de G.) | 4:2       | Club Combate (SL)      |
| 17 de diciembre | Totoras      | Unión (Totoras)        | 1:0       | Bartolomé Mitre (L)    |

### Zona E
| Equipo                            | Pts. | PJ | PG | PE | PP | GF | GC | DG |
| --------------------------------- | ---- | -- | -- | -- | -- | -- | -- | -- |
| Racing (Villada)                  | 13   | 6  | 4  | 1  | 1  | 15 | 11 | 4  |
| Argentino (Firmat)                | 12   | 6  | 4  | 0  | 2  | 16 | 9  | 7  |
| Santa Catalina (Capitán Bermúdez) | 5    | 6  | 1  | 2  | 3  | 6  | 8  | -2 |
| San Lorenzo (Villa Constitución)  | 4    | 6  | 1  | 1  | 4  | 4  | 13 | -9 |

| \| Fecha \| Lugar \| Local \| Resultado \| Visitante \| \| -------------------- \| ------------------ \| ------------------- \| --------- \| ------------------- \| \| 21 de noviembre \| Villa Constitución \| San Lorenzo (VC) \| 0:2 \| Argentino (Firmat) \| \| 21 de noviembre \| Capitán Bermúdez \| Santa Catalina (CP) \| 0:1 \| Racing (Villada) \| \| 28 de noviembre \| Villada \| Racing (Villada) \| 3:1 \| San Lorenzo (VC) \| \| 28 de noviembre \| Firmat \| Argentino (Firmat) \| 1:0 \| Santa Catalina (CP) \| \| 5 de diciembre \| Villa Constitución \| San Lorenzo (VC) \| 0:2 \| Santa Catalina (CP) \| \| 4 de diciembre[n 3] \| Villada \| Racing (Villada) \| 3:2 \| Argentino (Firmat) \| \| 8 de diciembre \| Firmat \| Argentino (Firmat) \| 4:0 \| San Lorenzo (VC) \| \| 8 de diciembre \| Villada \| Racing (Villada) \| 2:2 \| Santa Catalina (CP) \| \| 12 de diciembre \| Villa Constitución \| San Lorenzo (VC) \| 3:2 \| Racing (Villada) \| \| 20 de diciembre[n 2] \| Capitán Bermúdez \| Santa Catalina (CP) \| 2:4 \| Argentino (Firmat) \| \| 23 de diciembre[n 4] \| Capitán Bermúdez \| Santa Catalina (CP) \| 0:0 \| San Lorenzo (VC) \| \| 23 de diciembre[n 4] \| Firmat \| Argentino (Firmat) \| 3:4 \| Racing (Villada) \| |                    |                     |           |                     |
| Fecha | Lugar              | Local               | Resultado | Visitante           |
| 21 de noviembre | Villa Constitución | San Lorenzo (VC)    | 0:2       | Argentino (Firmat)  |
| 21 de noviembre | Capitán Bermúdez   | Santa Catalina (CP) | 0:1       | Racing (Villada)    |
| 28 de noviembre | Villada            | Racing (Villada)    | 3:1       | San Lorenzo (VC)    |
| 28 de noviembre | Firmat             | Argentino (Firmat)  | 1:0       | Santa Catalina (CP) |
| 5 de diciembre | Villa Constitución | San Lorenzo (VC)    | 0:2       | Santa Catalina (CP) |
| 4 de diciembre | Villada            | Racing (Villada)    | 3:2       | Argentino (Firmat)  |
| 8 de diciembre | Firmat             | Argentino (Firmat)  | 4:0       | San Lorenzo (VC)    |
| 8 de diciembre | Villada            | Racing (Villada)    | 2:2       | Santa Catalina (CP) |
| 12 de diciembre | Villa Constitución | San Lorenzo (VC)    | 3:2       | Racing (Villada)    |
| 20 de diciembre | Capitán Bermúdez   | Santa Catalina (CP) | 2:4       | Argentino (Firmat)  |
| 23 de diciembre | Capitán Bermúdez   | Santa Catalina (CP) | 0:0       | San Lorenzo (VC)    |
| 23 de diciembre | Firmat             | Argentino (Firmat)  | 3:4       | Racing (Villada)    |

### Mejores segundos
Entre los equipos que finalizaron en el segundo lugar de sus respectivos grupos, los tres mejores avanzaron a la fase final.
| Selección                 | Zona | Pts. | PJ | PG | PE | PP | GF | GC | Dif. |
| ------------------------- | ---- | ---- | -- | -- | -- | -- | -- | -- | ---- |
| Unión (Totoras)           | D    | 15   | 6  | 5  | 0  | 1  | 12 | 4  | 8    |
| Argentino (Firmat)        | E    | 12   | 6  | 4  | 0  | 2  | 16 | 9  | 7    |
| Atlético Tostado          | A    | 11   | 6  | 3  | 2  | 1  | 10 | 5  | 5    |
| Polideportivo PGSM        | C    | 9    | 6  | 2  | 3  | 1  | 8  | 4  | 4    |
| Unión (Gobernador Crespo) | B    | 8    | 6  | 2  | 2  | 2  | 7  | 8  | -1   |

## Fase final

### Cuadro de desarrollo
|  | Cuartos de final       | Cuartos de final | Cuartos de final | Cuartos de final |   |               | Semifinales       | Semifinales       | Semifinales       | Semifinales       |  |              | Final              | Final              | Final              | Final              |  |
|  | 9 al 16 de enero       | 9 al 16 de enero | 9 al 16 de enero | 9 al 16 de enero |   |               | 23 al 30 de enero | 23 al 30 de enero | 23 al 30 de enero | 23 al 30 de enero |  |              | 20 y 27 de febrero | 20 y 27 de febrero | 20 y 27 de febrero | 20 y 27 de febrero |  |
|  |                        |                  |                  |                  |   |               |                   |                   |                   |                   |  |              |                    |                    |                    |                    |  |
|  |                        |                  |                  |                  |   |               |                   |                   |                   |                   |  |              |                    |                    |                    |                    |  |
|  | Colón (San Lorenzo)    | 0                | 1                | 1                |   |               |                   |                   |                   |                   |  |              |                    |                    |                    |                    |  |
|  | Colón (San Lorenzo)    | 0                | 1                | 1                |   |               |                   |                   |                   |                   |  |              |                    |                    |                    |                    |  |
|  | Atlético Tostado       | 2                | 0                | 2                |   |               |                   |                   |                   |                   |  |              |                    |                    |                    |                    |  |
|  | Atlético Tostado       | 2                | 0                | 2                |   | Huracán (VO)  | 0                 | 2                 | 2                 |                   |  |              |                    |                    |                    |                    |  |
|  |                        |                  |                  |                  |   | Huracán (VO)  | 0                 | 2                 | 2                 |                   |  |              |                    |                    |                    |                    |  |
|  |                        |                  | Atlético Tostado | 0                | 0 | 0             |                   |                   |                   |                   |  |              |                    |                    |                    |                    |  |
|  | Sportivo Villa Minetti | 0                | Atlético Tostado | 0                | 0 | 0             | 1                 | 1 (0)             |                   |                   |  |              |                    |                    |                    |                    |  |
|  | Sportivo Villa Minetti | 0                |                  |                  |   |               |                   |                   |                   |                   |  |              |                    |                    |                    |                    |  |
|  | Huracán (VO) (p.)      | 1                | 0                | 1 (3)            |   |               |                   |                   |                   |                   |  |              |                    |                    |                    |                    |  |
|  | Huracán (VO) (p.)      | 1                | 0                | 1 (3)            |   |               |                   |                   |                   |                   |  | Huracán (VO) | 2                  | 0                  | 2                  |                    |  |
|  |                        |                  |                  |                  |   |               |                   |                   |                   |                   |  | Huracán (VO) | 2                  | 0                  | 2                  |                    |  |
|  |                        |                  | Unión (Totoras)  | 2                | 3 | 5             |                   |                   |                   |                   |  |              |                    |                    |                    |                    |  |
|  | América (CdG)          | 2                | Unión (Totoras)  | 2                | 3 | 5             | 5                 | 7                 |                   |                   |  |              |                    |                    |                    |                    |  |
|  | América (CdG)          | 2                |                  |                  |   |               |                   |                   |                   |                   |  |              |                    |                    |                    |                    |  |
|  | Racing (Villada)       | 1                | 0                | 1                |   |               |                   |                   |                   |                   |  |              |                    |                    |                    |                    |  |
|  | Racing (Villada)       | 1                | 0                | 1                |   | América (CdG) | 3                 | 0                 | 3                 |                   |  |              |                    |                    |                    |                    |  |
|  |                        |                  |                  |                  |   | América (CdG) | 3                 | 0                 | 3                 |                   |  |              |                    |                    |                    |                    |  |
|  |                        |                  | Unión (Totoras)  | 3                | 1 | 4             |                   |                   |                   |                   |  |              |                    |                    |                    |                    |  |
|  | Unión (Totoras)        | 4                | Unión (Totoras)  | 3                | 1 | 4             | 0                 | 4                 |                   |                   |  |              |                    |                    |                    |                    |  |
|  | Unión (Totoras)        | 4                |                  |                  |   |               |                   |                   |                   |                   |  |              |                    |                    |                    |                    |  |
|  | Argentino (Firmat)     | 1                | 1                | 2                |   |               |                   |                   |                   |                   |  |              |                    |                    |                    |                    |  |
|  | Argentino (Firmat)     | 1                | 1                | 2                |   |               |                   |                   |                   |                   |  |              |                    |                    |                    |                    |  |
|  |                        |                  |                  |                  |   |               |                   |                   |                   |                   |  |              |                    |                    |                    |                    |  |

- Nota: En cada llave, el equipo que ocupa la primera línea es el que define la serie como local.

### Cuartos de final
| Fechas          | Local en la ida        | Global       | Local en la vuelta        | Ida | Vuelta |
| --------------- | ---------------------- | ------------ | ------------------------- | --- | ------ |
| 9 y 16 de enero | Atlético Tostado       | 2:1          | Colón (San Lorenzo)       | 2:0 | 0:1    |
| 9 y 16 de enero | Huracán (Villa Ocampo) | 1:1 (3:0 p.) | Sportivo Villa Minetti    | 1:0 | 0:1    |
| 9 y 16 de enero | Racing (Villada)       | 1:7          | América (Cañada de Gómez) | 1:2 | 0:5    |
| 9 y 16 de enero | Argentino (Firmat)     | 2:4          | Unión (Totoras)           | 1:4 | 1:0    |

### Semifinales
El partido de vuelta de la segunda semifinal fue suspendido a los 55' tras el lanzamiento de una bomba de estruendo por parte de la parcialidad visitante que hirió a la terna arbitral. Hasta ese momento, el encuentro estaba 4-0 a favor de América de Cañada de Gómez, por lo que en primera instancia se dio por finalizada la serie y el equipo local avanzó a la final. Sin embargo, al día siguiente, Unión de Totoras presentó una protesta por la mala inclusión de un jugador en el conjunto cañadense.
El Tribunal Disciplinario de la Federación Santafesina de Fútbol consideró el recurso como válido, otorgándole la victoria al equipo totorense con resultado 1-0, aunque imponiéndole también una sanción económica por los incidentes que llevaron a la finalización del partido. América de Cañada de Gómez y la Liga Cañadense de Fútbol presentaron una apelación solicitando la suspensión del torneo hasta resolver las irregularidades, la cual fue desestimada.
| Fechas           | Local en la ida  | Global | Local en la vuelta        | Ida | Vuelta |
| ---------------- | ---------------- | ------ | ------------------------- | --- | ------ |
| 23 y 30 de enero | Atlético Tostado | 0:2    | Huracán (Villa Ocampo)    | 0:0 | 0:2    |
| 23 y 30 de enero | Unión (Totoras)  | 4:3    | América (Cañada de Gómez) | 3:3 | 1:0    |

### Final
| Fechas             | Local en la ida | Global | Local en la vuelta     | Ida | Vuelta |
| ------------------ | --------------- | ------ | ---------------------- | --- | ------ |
| 20 y 27 de febrero | Unión (Totoras) | 5:2    | Huracán (Villa Ocampo) | 2:2 | 3:0    |

|                                     |
|                                     |
| Campeón Unión (Totoras) 1.er título |